# Orde van het Kruis met de Rode Ster

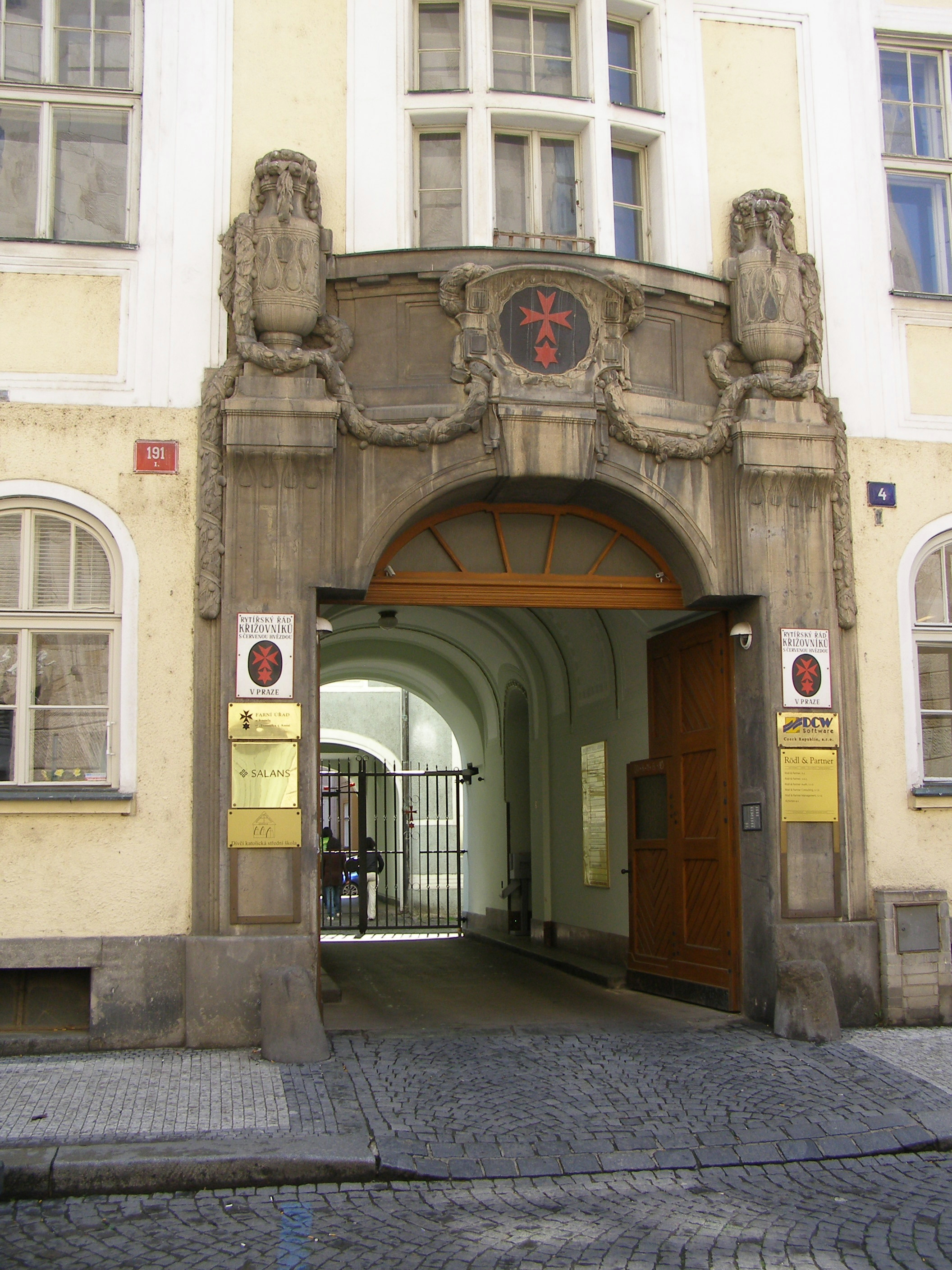
Entree van de residentie van de orde in Praag

Symbool van de Orde van het Kruis met de Rode Ster

De Orde van het Kruis met de Rode Ster (Duits: "Orden vom Kreuz mit dem Roten Stern", Latijn: "Ordo militaris Crucigerorum cum rubea stella") werd rond 1200 als "Ridderschap van Bethlehem" of "Hospitaliters van Bethlehem" in het Heilig Land gesticht. Toen de Kruisvaarderskoninkrijken en Jeruzalem weer door de moslims werden veroverd moest de Orde, die haar bloeitijd onder Almarich II van Lusignan en Johan van Brienne had beleefd, naar Europa uitwijken. Na 1217 was de Orde in Bohemen, Silezië, Moravië en Polen gevestigd en zij bezat in deze gebieden talloze commanderijen en hospitalen. De Ridders kozen voor het onderhouden van hospitalen en zij namen ook het hospitaal van Sint-Franciscus in Praag over. Paus Gregorius IX benoemde in 1238 Albert von Sternberg tot Grootmeester en gelastte dat de Orde onder het kerkelijk recht zou vallen.
De Ridders werden "stelliferi" of kruisdragers genoemd naar het rode insigne.
De in Praag gevestigde Orde heeft kostbare kleinoden uitgekozen om rang en lidmaatschap in deze Orde te verkondigen. De Grootmeester droeg een gouden met rode stenen bezet Maltezer kruis aan een gouden keten en ook de Proosten en Commandeurs droegen kostbare kruisen.
De ordekleding voor de Commandeurs, Proosten en Grootmeester was een rood kruis van atlas op de borst onder het kleinood en voor de lagere rangen een zwarte kleding met een rood kruis op de linkerborst. De Ridders heten naar hun ordekleding of habijt "Kruisheren met de Rode Ster".
Ackermann schrijft over de Orde van het Kruis met de Rode Ster in de tegenwoordige tijd en noemt de vele bezittingen van de Orde. In de 21e eeuw was de orde een katholieke instelling die zich vooral op de ziekenzorg richt. Zij ziet zich niet meer als ridderorde.